# Herb Ukrainy
Herb Ukrainy (ukr. Герб України) – jeden z symboli państwowych Ukrainy. Herbem jest złoty trójząb (ukr. тризуб – [tryzúb]) na niebieskiej tarczy. W obecnie funkcjonującej formie został wprowadzony 19 lutego 1992 roku, na mocy ustawy „O herbie państwowym Ukrainy”.
Symbol władców plemion (prawdopodobnie wikingów zwanych Waregami i wywodzącej się z nich dynastii Rurykowiczów) pojawił się na terenach dzisiejszej Ukrainy, został przejęty przez Rusów, stając się następnie herbem książąt ruskich. Pierwowzorem godła, powszechnie uważanego za trójząb, jest symbol pierwszych Rurykowiczów.
Herbem Księstwa Ruskiego był Święty Michał na niebieskim polu, odziany w złotą zbroję, trzymający złoty miecz i złotą tarczę, z białymi skrzydłami opadającymi na dół i głową otoczoną nimbem.
Jako herb ukraińskiego państwa został po raz pierwszy przyjęty uchwałą URL z 12 lutego 1918 r.
Odpowiednio do konstytucji Ukrainy, ukraiński herb ma występować w dwóch odmianach: małej – żółty trójząb z czasów Włodzimierza Wielkiego na niebieskim polu, oraz wielkiej. Herb w odmianie wielkiej nie został oficjalnie zatwierdzony przez parlament, z powodów braku odpowiedniej liczby głosów i oporu niektórych frakcji parlamentarnych. Według istniejącej propozycji, na wielkim herbie ma być przedstawiona tarcza z małym herbem, którą podtrzymują: z prawej (heraldycznie) strony lew z godła Księstwa Halickiego, a z lewej Kozak z muszkietem, znak Hetmanatu (Ukrainy naddnieprzańskiej). U zwieńczenia herbu korona Włodzimierza Wielkiego.
Niektórzy widzą w godle także dodatkową, głębszą symbolikę, mianowicie w trójząb miałoby być wpisane ukraińskie słowo воля – wolność. В stanowi lewy „ząb”, u dołu wpisane jest О, w środku Л, a w prawy „ząb” wpisane jest Я.

## Galeria

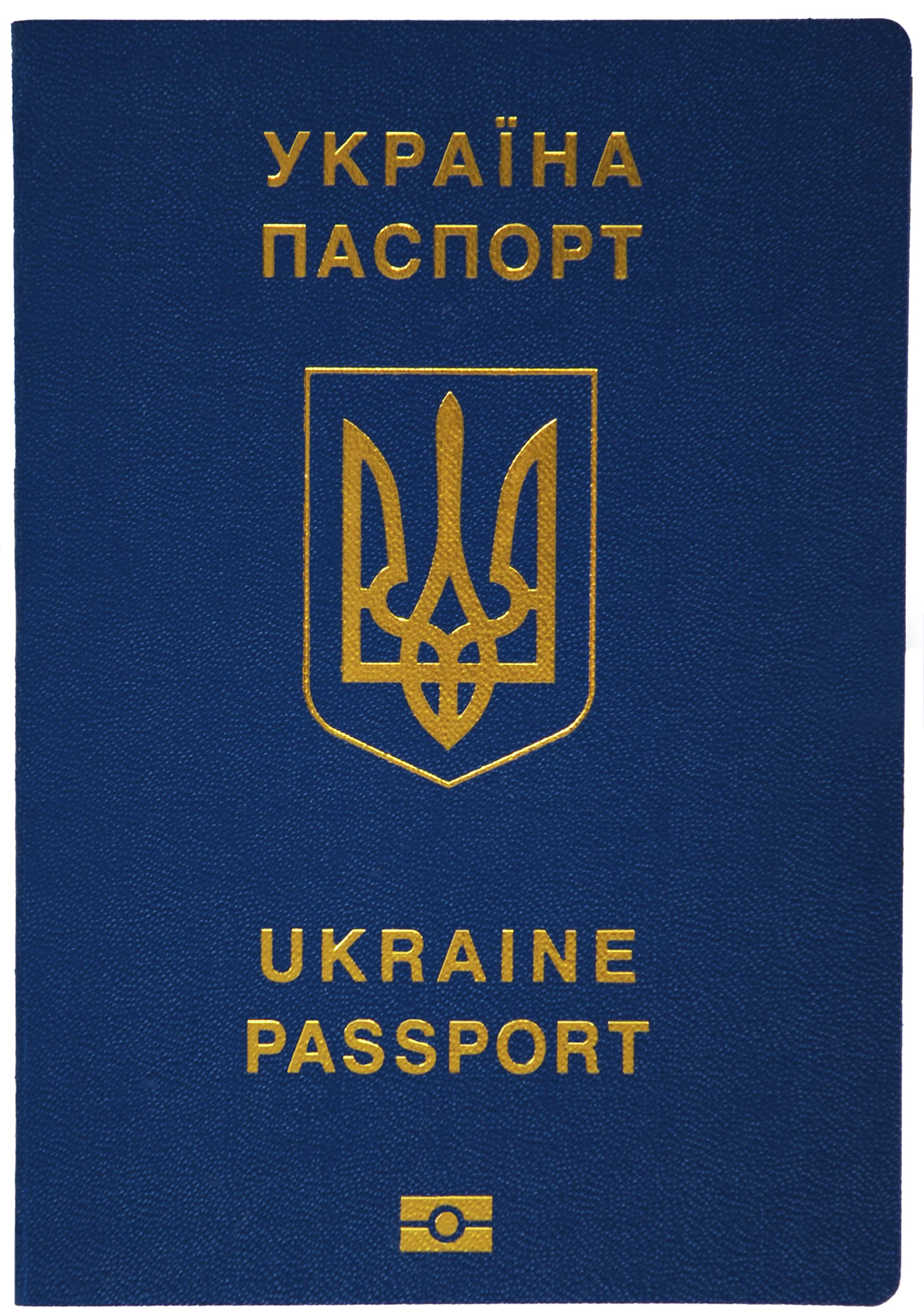
okładka paszportu
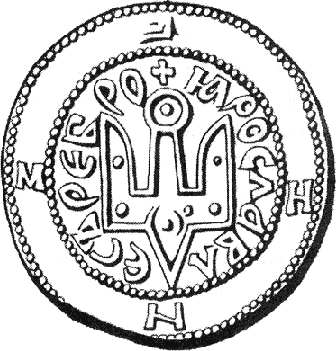
Trójząb na monecie Jarosława Mądrego
Herb Księstwa halicko-wołyńskiego[5]
Znak heraldyczny „kotwica-krzyż” na monecie księcia kijowskiego Włodzimierza Olgierdowicza, ok. 1390
Herb województwa kijowskiego od 1569
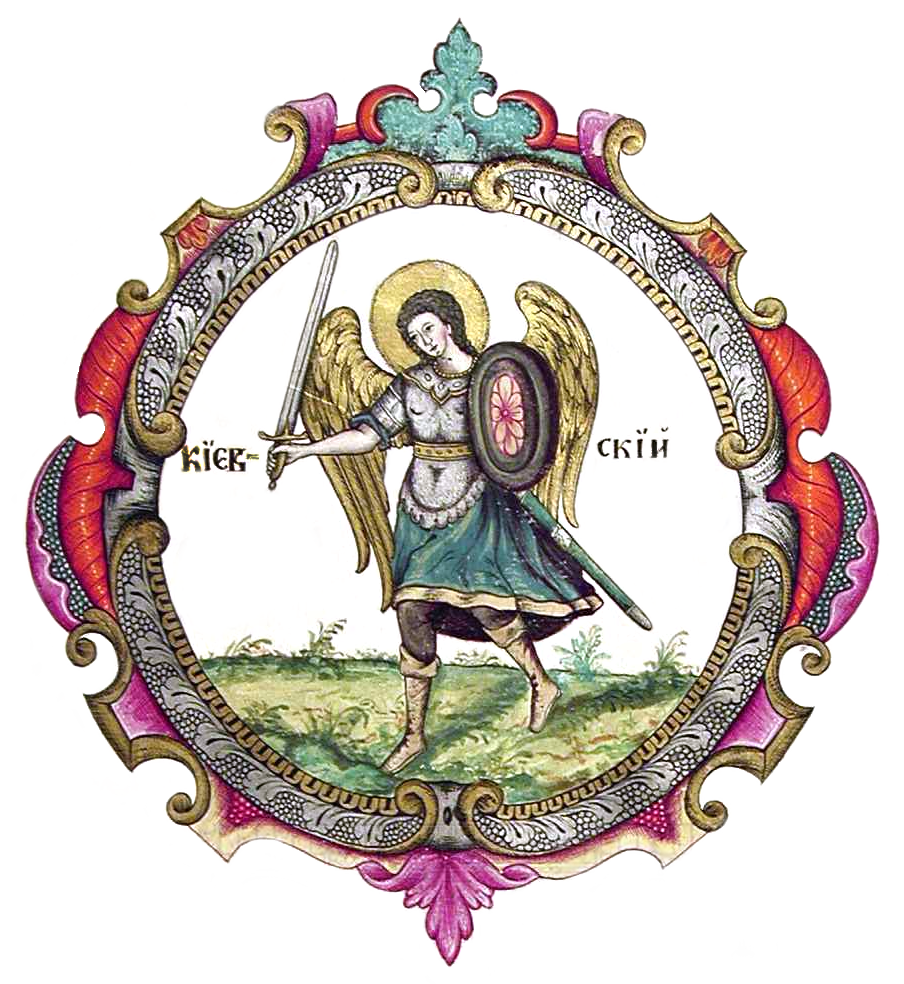
Herb ziemi kijowskiej z rosyjskiego herbarza. 1672
Herb Hetmańszczyzny
Herb Państwa Ukraińskiego
Herb Ukraińskiej Republiki Ludowej
Wielki herb Ukraińskiej Republiki Ludowej
Herb Zachodnioukraińskiej Republiki Ludowej
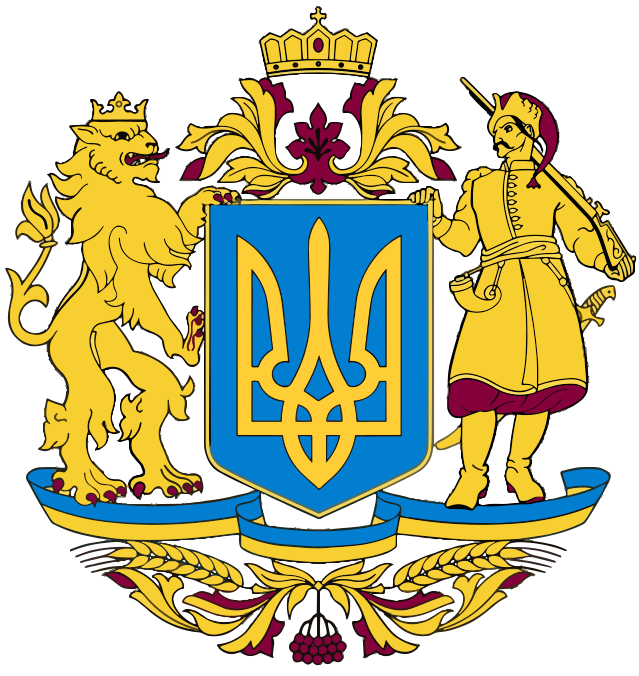
Herb Ukrainy w odmianie wielkiej (projekt)